# 長項貨物線
長項貨物線（チャンハンかもつせん）は忠清南道舒川郡の長項駅と長項貨物駅を結ぶ韓国鉄道公社の鉄道路線であった。元々この区間は長項線に属していたが、長項駅が現在の位置に移転したため長項線と分離して貨物専用区間になった。2021年1月12日に廃止。

## 路線データ
- 路線距離：4.2km
- 軌間：1435mm
- 駅数：2（起終点駅を含む）
- 複線区間：なし
- 電化区間：なし

## 駅一覧
- 駅所在地は全線忠清南道舒川郡内。

| 駅名       | 駅名       | 駅名            | 駅間キロ (km) | 累計キロ (km) | 駅 等級    | 駅種別     | 接続路線             |
| 日本語     | ハングル   | 英語            | 駅間キロ (km) | 累計キロ (km) | 駅 等級    | 駅種別     | 接続路線             |
| ---------- | ---------- | --------------- | ------------- | ------------- | ---------- | ---------- | -------------------- |
| 長項駅     | 장항역     | Janghang        | 0.0           | 0.0           | 2級        | 普通駅     | 韓国鉄道公社：長項線 |
| 長項貨物駅 | 장항화물역 | Janghang Hwamul | 4.2           | 4.2           | 配置簡易駅 | 配置簡易駅 |                      |

### 廃駅
- 九切駅：廃止時期不明。
- 長項桟橋駅：1938年10月1日廃止。